# ピー信仰

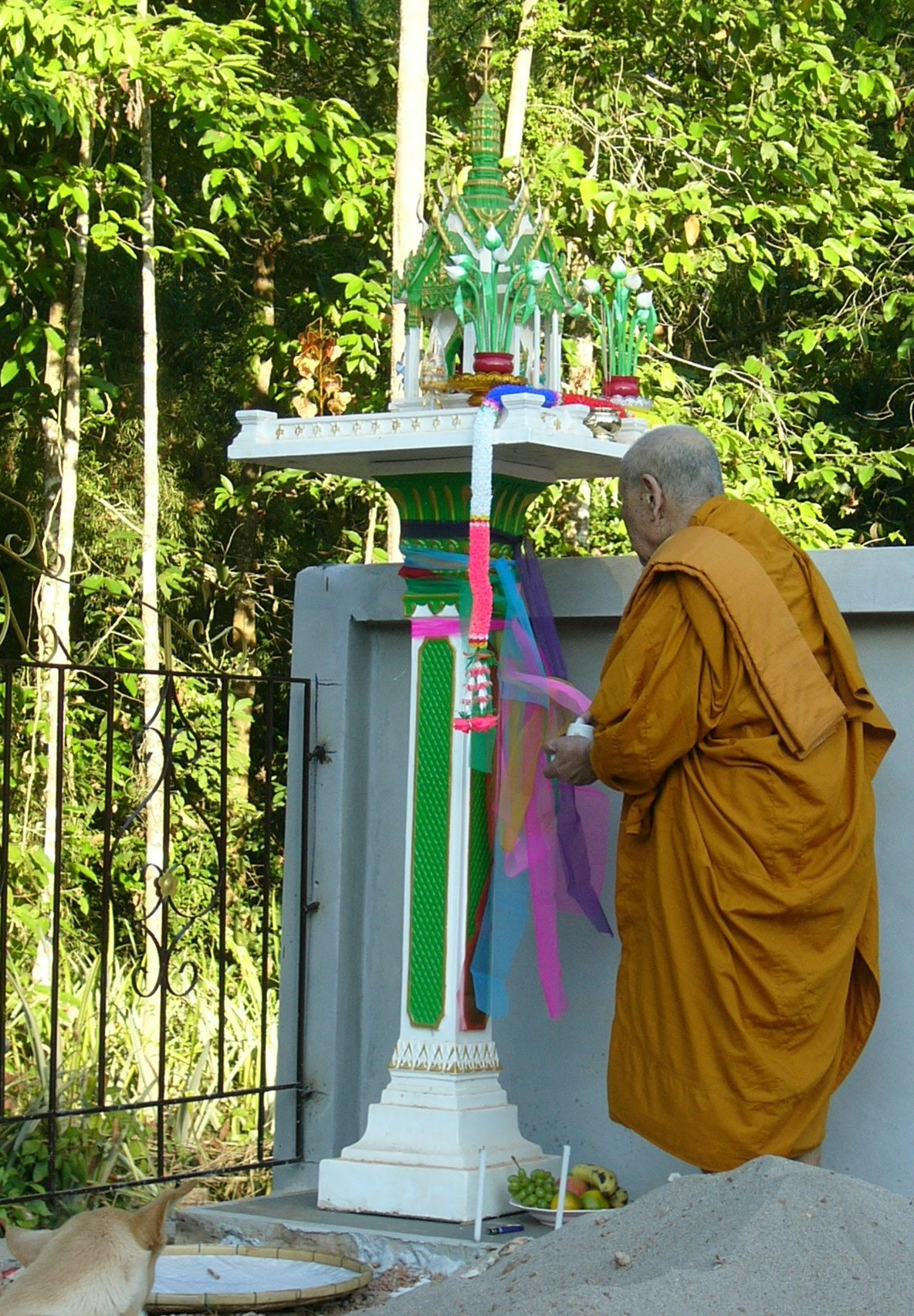
家の精霊に祈りを捧げる仏僧

ピー信仰（ピーしんこう）とは、主にタイ族が信仰するアニミズム（精霊信仰）のことである。バラモン教、仏教などの外来宗教の伝来以前からタイ族全般に存在したとされる信仰の形態であり、現在でも外来宗教の影響を受けながらも、タイ族の基層の信仰として根強く残っている。なお、ピー信仰は東南アジア北部や中国雲南省などに分布しているが、ここでは主にタイ人によるピー信仰を扱う。

## 概要
ピー（ผี）とは、タイ語において「精霊、妖怪、お化け」の類を説明するために用いられる言葉である。ピーが一般的にどのようなものを指すかというのは人によって考えに相違があり、一定のイメージは存在しないであろうといわれている。しかし、大まかに分けて解説をすると、バンコクなど都市部では、ピーについて話すと映画などで現れる死霊がイメージされる場合が多い。なお、英語のghostや日本の霊、お化け、妖怪の類はタイ語ではこの語を用いて表現される。
他方、農村部でのピー信仰になると、日本で言う、霊、妖怪、小さき神々の総体として存在し、民間信仰の神々としてのイメージが現れてくる。荒神的性格があり、人々の生活を守護すると同時に、不敬な行いに対しては祟ることがある。一方で自然霊、悪霊・浮遊霊のようなイメージもあり、日本の妖怪のような性格を持つ。実体のないものとして存在される場合もあるが、プラカノーンのメー・ナークなどのように実体を伴っている場合もある。
また、ピーの会話の中での用法には、「死体」「死者」を意味する言葉として用いることがある。火葬はパオ・ピーなどと表現される。また、「ピーのように不可思議なもの・人」を表現するためにもこの語を用いる。例えば、ピー・プン・タイは流星を表す。

## 分類

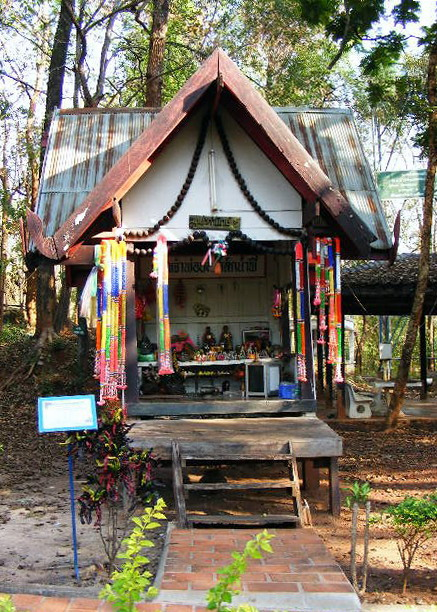
タイ北部ウッタラディット県トーンセーンカン郡タムボン・ナームピーのナームピー鉄鉱山にある精霊祠

ピーの種類は人間へ善行を成すか、悪行を成すかによって大きく、悪霊と善霊に分かれる。これらすべてのピーを総称してピーサーンテーワダー（ผีสางเทวดา） と称される。なお、善行をなすピーはテーワダー（เทวดา、諸神）と同一視される場合があり、一方で、祭祀されない霊が悪霊に変ずるとの見方もある。
ピーの自然霊、出自、守護範囲によっても分類ができる。
- 自然霊…山の神（チャオカオ:เ้จ้าเขา）、樹霊、水神（ピーナーム:ผีน้ำ）、穀物神（プラメー・ポーソップ:พระแม่โพสพ あるいは、クワンカーウ（稲魂）:ขวัญข้าว）、水源霊（ピートンナーム:ผีต้นน้ำ）、浮遊霊（ピーパー:ผีป่า）など。
  - これらは一般に守護の神（テーパーラック:เทพารักษ์）とされている[1]。樹霊として有名なものに、プラメー・サイガーム（พระแม่ไทรงาม）、ナーン・タキアン（英語版）（นางตะเคียน）などがいる。
- 出自…祖先霊（ピーバンパブルット:ผีบรรพบุรุษ あるいは ピープヤーターヤーイ:ผีปู่ย่าตายาย）、英雄霊（ピーウィーラブルット:ผีวีระบุรุษあるいは、ピーチャオナーイ:ผีเจ้านาย）など。
  - 先祖霊は生前の功績により霊となって生前のゆかりの地を守るものであると考えられている[1]。 一方、英雄霊とは三国志の関羽霊（ผีกวนวู）などの様に文字通り英雄の霊と考えられる。北タイではカムデーン王などの英雄の神格化も見られる。
- 守護範囲…家霊（ピールアン:ผีเรือน） 、村霊（チャオティーバーン:เจ้าที่บ้าน）、守護霊、国守護霊など。

それぞれのピーの間には階層があり、階層間移動も行われる。たとえば浮遊霊は、霊威を見せることで祠に祭祀されることがある。一方、国守護霊（ピームアン:ผีเมือง）であっても、時とともに名を忘れ去られ、祭祀されなくなってしまうこともある。
英雄霊・守護霊（ピーチャオナーイ:ผีเจ้านาย）の中には、霊威によって階層があり、高位の霊は阿羅漢となるのを待っているとされる。下位の霊は憑依を行い、善行をなし階層をあがっていく。
自然霊は、高位の霊は神と同一視され、タムクワン儀礼などに呼び出される。舟競争の舟のタムクワンの際には樹霊（ナーンマイ:นางไม้）が呼び出される。一方、下位の自然霊は、多くのバリエーションを持つ。とくに祭られない下位の霊は悪霊（ピーラーイ:ผีร้าย あるいは ピーレーオ:ผีเลว）とよばれ、そのほとんどが、人間に対して害をなすものと考えられている。これら悪霊は出現の時間場所に設定のあるものがあり、日本の文化における妖怪の類に近い。餓鬼（ピーボープ:ผีปอบ）は排泄物、水牛や人の臓物を好み徘徊する。

## 現象の説明としてのピー
ピーは様々な現象を説明するために用いられる。国、村、個人の盛衰、不幸、病気、天災などはピーに関わるものとして理解される。例えば村の守護霊への供物の不足は、守護の低下をもたらし、村外の悪霊を村の中に招き入れることになる。そのために天災、不幸な事故、悪疫の流行をもたらすと考えられている。
また家においても、その不運、病気の発生などはピーに由来するものと考えられた。北タイの祖先霊は、家内での不和、不貞を罰する役割を持つ。そのため、米倉の米の腐食、家内の病気などは祖先霊の怒りとして理解される。
植物が腐ったり、人間などが病気になったりすることを「霊が入る」（ピー・カオ:ผีเข้า）と表現することもあるが同類の悪霊と考えられている。特に病院にいても直らない病気はピーによるものと考えられ、憑依儀礼や薬師による治療の対象とされる。悪夢もピーの仕業と考えられている。夢魔（ピーアム:ผีอำ）は、家の梁にぶら下がっており、北枕にして寝ていると胸の上に落ちてきて、呼吸を止める。
他にも、人の生死に関わる説明にもピーは関わっている。人は生まれるときに天上に住むメーテーン(母テーン)、ポーテーン(父テーン)と呼ばれる夫婦の霊が鋳型を使って人間の子供をかたちどり、地上に降ろしているという信仰がある。このテーンは人間の寿命の説明とも関連している。テーンに愛された幼児は天上に召し上げ、早逝する。蒙古斑のない幼児がその寵愛の徴とされる（斑はテーンを煩わせ、尻をたたかれた痕だとされる。）。また長寿を願うソン・テーンと呼ばれる儀礼があり、その際にはテーンに供物を奉げることで、寿命を伸ばすことを願うのである。
また、タイではかつて双子はタイの年功序列の社会秩序を乱す縁起の悪いものとして嫌われた。そのため双子はピー・フェートと呼ばれることがある。

## 憑依儀礼

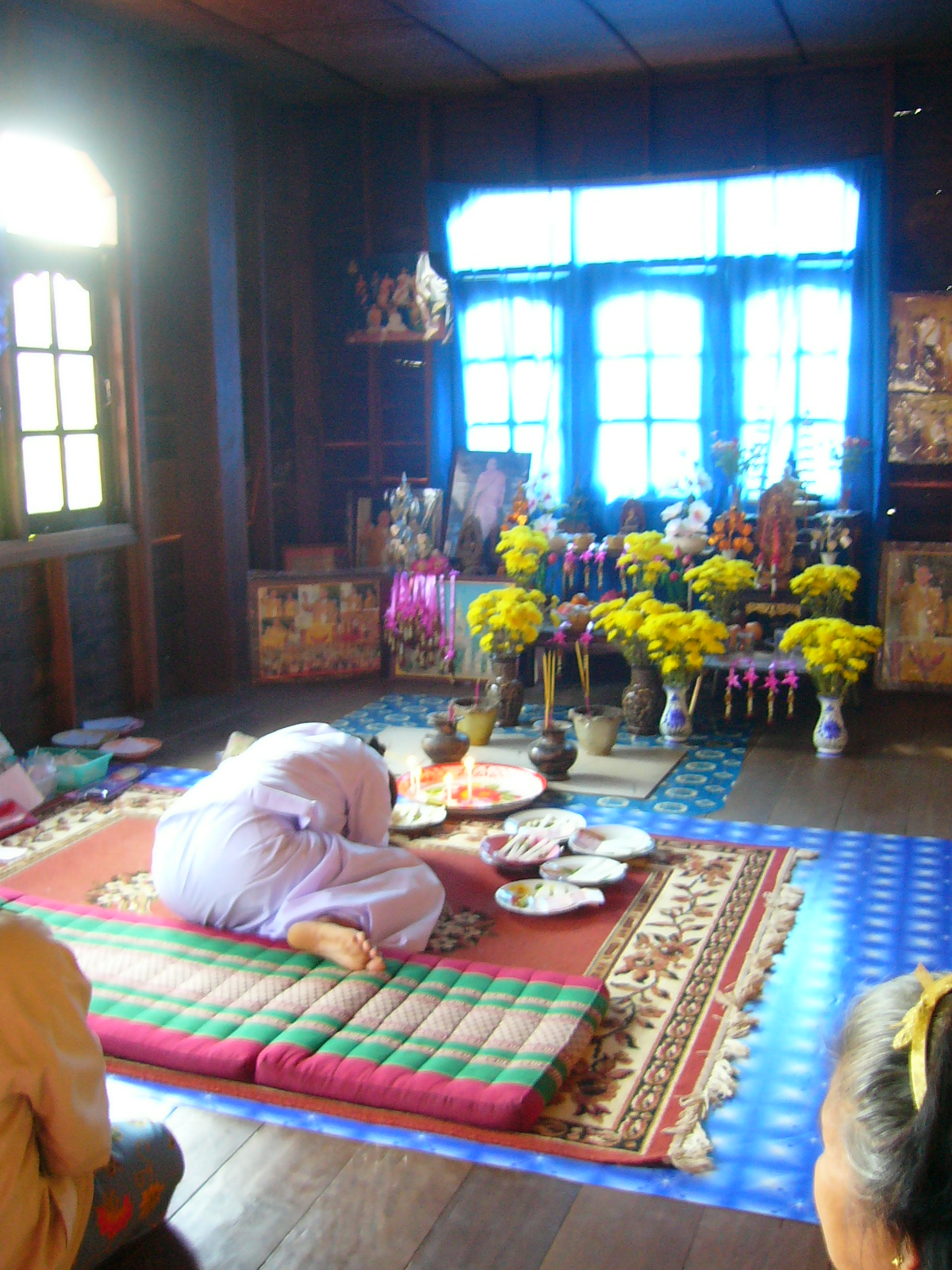
タイ東北部ナコーンパノム県シーソンクラーム郡において憑依儀礼に入るマーキー

ピー信仰には、憑依儀礼があり、シャーマンはマーキー（ラーンソンのほうが一般的）と呼ばれる。マーキーと憑依霊との関係は主従関係。憑依霊の方が主人であり、憑依者は従者である。マーキーはその名前が意味するように憑依霊に御される「馬」である。
マーキーは憑依によって諸事の託宣を受けることができる。また、儀礼の中には医療儀礼も含まれる。病気の判じ（ピー原因、ピーと自然の原因、自然原因）や薬、護符などの処方を行う。その際に、病院での近代治療、医薬を同時に用いることを勧めることもある。
憑依儀礼はチェンマイ等の都市部において都市民間カルトとして復興の動きがある。ピーは仏教と異なり俗世利益をもたらす性質を持っているため、マーキーの行う託宣は株価の変動、宝くじの番号を当てられるという俗信があり、相談に訪れる人が増えている。また、医療儀礼は現代医療が見放した不治の難病を治すために求められる場合がある。さらに、チェンマイ県のワットドーイカムのプーセ・ヤーセ憑依儀礼は観光客が訪れることも多くなっており、憑依儀礼においても現代社会の流れに対応しながら変化している姿が見られる。

## 憑きものと憑きもの落とし
悪霊の中には人に憑くものがある。北タイではピーガ（ผีกะ）、東北タイではピーボープ（ผีปอบ）と呼ばれる。
北タイのピーガは梟を媒介に悪霊が運ばれて、人に憑く。憑かれた人は正気を失い、親族を襲うとされている。ピーガが出た際には、儀礼を行い調伏する。また、ピーガは家系に憑くともいわれており（憑きもの筋）、ピーガに憑かれている家では毎年リアンピーガと呼ばれる饗応儀礼を行うことで災厄を取り除く。時に、村人が一家丸ごと村から追い出してしまうこともあったため、今もなお、ピーガは村の暗部として語られることがはばかられる。
東北タイのピーボップの除霊には、モータム（除霊師）による調伏儀礼が行われる。

## 使役されるピー
ピーは呪術師・バラモンの使い魔として使役される事もある。たとえば古代の攻城戦の際には呪術でピーの軍団をけしかけ、防衛側の守護霊の力を弱めることも行われた。また、有名な使い魔としてはグマーントーン（金嬰丸）がある。これは『クンチャーン・クンペーン物語』に登場し、主人公クンペーンが使役する。妊婦の腹を裂き取り出した男の胎児から作り出した人造の使い魔であり、強力な神通力を持ち、無色透明、嬰児の姿をし、人語を解する。さらに北部タイにはピー・モーヌンと呼ばれる霊がいるとされ、民間の占いに用いられる。糸にくくりつけた米団子の中にいるとされ、甑・鍋の上で揺らし、揺れ方の違いをこのピーからの託宣とみなす。さらに同様の占いの能力を持つものにピー・トゥアイゲーウがあり、コップを利用してコックリさんのような占いに用いる。

## 祭祀者
ピーに関連する重要な儀礼にはそれぞれ異なる技能を持つ専門家が関わる。タンバイア（1970）による東北タイの研究によると以下のように分類される。
- アジャーンワット:在家信者の長
- プラム（パラーム、バラモン、モー・クワン）:タムクワン儀礼を行う、村の長老層
- チャム：憑依儀礼の際のピーとの仲介を行う。適任者はピーに憑依されるが、その後の憑依はない。
- ティアム（マーキー、ラーンソン、コンソン）:依り代。ピーに憑依される。ピーを供応する。修養が悪いと神がかりが起こらなくなったり、新たな適任者に乗り移ったりもする。
- モー・タム：除霊師。呪法を駆使して、ピーの調伏を行う。修養が必須であり、誤った使い方をすると悪鬼（ピーボップ）化する。
- モー・ソーン:判者。除霊・供応は行わないが、病気災厄がピーによるものかを判ずる。
- モー・ドゥー：占星術師
- モー・マウ：失物探し師
- モー・ヤー：薬師
- モー・ラム：歌手

北部タイでは、祭祀者の呼び名、役割の異なるものがある。たとえば、プラム、モータムは「供物（米）を捧げる者」を意味するタンカーウ、もしくはコンタンカーウと呼ばれ、バラモン的な性格は弱くなる。
日常的なピー儀礼は必ずしも専門的な知識を必要としない。代々伝わってきた様式、祈祷文によって祭祀を行う。たとえば、田、畑の神（ジャオティ）の祭祀はその土地を耕作する普通の村民が行う。
ただしいくつかの儀礼は祭祀適格者の性別、年齢が決まっている。北部の母系祖先霊（ピー・プーニャー）の中心祭祀者は基本的に一族の最高齢の女性でなければならない。守護霊（ピー・アハック）には、男性が望ましいとされている。また、脱穀における稲魂（クワンカーウ）の儀礼では、はじめの稲は女性の手で脱穀されなければいけない。稲魂はメー・ポーソップという女性の精霊であり、男性が脱穀すると怖がって稲魂が逃げてしまうと信じられているためである。

## 仏教・バラモン教との習合
仏教、ピー信仰ともに相互に儀礼の中で習合が行われている。ピー信仰内の習合にのみに言及すると、儀礼中での経の読経、シャーマンの仏教戒律による修身などあげられる。また、ピー自体の仏陀の弟子としての位置づけが行われていたりもする。（ピー・プーセ・ヤーセ、他）
また、北タイのピー信仰の祭りを行う際に、コンタンカーウと呼ばれる祭祀者、もしくは在家集団のリーダーが5枚の盆のついた柱(サオ・ターウ・ターン・シー)に供物を置く儀礼を行うことがあるが、これは天上のインドラ神、大地のタラニー母神、四方を守る四天王（ターウ・ターン・シー）に守護を願うものであり、仏教、バラモン教との関連がある。
同様に、北タイの大きな祭の際には、祭りを守護するためにプラ・マハー・ウパクットと呼ばれる伝説上の仏教僧を湖底、海底の神殿から招霊をする事がある。この習慣はビルマ、北タイ、東北タイ、雲南に広がっている。この僧の信仰には仏教思想と精霊信仰の融合が見られる。ビルマには似た名前の水の精霊がいることが知られている。護符もあり、万難除け、交通安全の護符とされる。
さらに、タムクワン（スークワン：東北部・北部）儀礼はタイ土着のバラモン教と関係があるが、その際にはピーが召喚される場合がある。

また、1956年、エーラーワン・ホテルの工事中に事故が多発し、作業員が「悪霊がいる」として建設作業を拒否したため、ホテルの経営側がヒンドゥーの神ブラフマーを祭るエーラーワンの祠を設置したのち、工事が順調にはかどったといわれている。この後、多くの場所でブラフマーが土地神（พระภูมิ） として悪霊を鎮めるという信仰が広まり、多くのブラフマーの祠が建設されている。

## ピー信仰と死霊
人の霊魂に対する考え方には、ピーのほかに、ウィンヤーン、クワンなどの概念があり、ピー信仰における死霊は、それらの概念の連関の中で語られる。それぞれの概念をまとめると以下のようになる。

### ピーと死霊
仏教によって輪廻転生の思想が導入されたことから、人が死んでピーになると言う信仰は仏教的な意味合いに於いてはないが、民間信仰であるピー信仰においてはよく見られる。
死霊に関係するピーは、ピー・ダーイホーンは惨死者の霊、ピー・プラーイ（ผีพราย） は産褥死した妊婦の霊であり気性が荒く、生者を取殺すとされている。
祖先霊については、祖父母の霊が死後に融合していくと見る説もあるが、一般的には死霊との関係は否定されている。北タイの母系霊（ピー・プーニャー）では、母系の出自に沿って代々、霊が受け継がれる形になっており、その際に先代の死霊とは関係がない。

### ウィンヤーン(วิญญาณ)
人の霊魂であり、死ぬことにより肉体から離れる。葬礼の中で肉体からは離す儀礼が行われる。パーリ語のvinnana（識）から来ており、より仏教的な意味合いが強い。転生を行う主体である。基本的にはピーにはならない。
ウィンヤーンは死の直後は、ピーであるとも考えられている。周囲の悪霊から影響を及ぼされ悪霊化しやすい状況にあると考えられている。そのため、儀礼により、悪霊化を防ぐ。また異状死や突然死の場合、死者は悪霊化し、近親に厄をもたらすと考えられており、葬送儀礼をせずに速やかに、土葬される。

### クワン(ขวัญ)
生きている人間、動物（牛）、植物（米）、物（車、船、町）などに宿るとされる。クワンが抜けたり、弱まったりすると、病気を引き起こす。驚いたときに抜けてしまったりもする。クワンは儀礼によって強化することができる。人間の体の部位に分散して存在するとも考えられ一説では、32カ所に分類されている。船の場合、3か所に分散しているとされる。ウィンヤーンと異なり、死霊との関係は薄い。

## 祭礼
ピーターコーン（ルーイ県ダーンサーイ郡）
6・7月の満月の夜に3日間に行われるパウェート祭（ผะเหวดもしくはบุญพระเวส:ヴェサンドン祭・マハチャート祭：布施太子を祝う祭り）の中で行われる仮装行列。米を蒸す甑で仮面を作り仮装を行う。縁起はヴェッサンタラ・ジャータカ（布施太子本生経）にあり、布施太子が王都（シーヴィー国）に帰国した際に、森に住む人、精霊がその帰国を喜び、付き従ったとある。ダーンサーイの祭りは、3柱の守護霊（チャオポー・グワン、チャオメー・ナーン・ティアム、セーン）が関連しており、その守護霊の信者集団が祭りを取り仕切っている。一説によると、ピーターコンは、もともと恐ろしい死体であり、守護霊が憑依することで、人々に善を成すものに変えた。それゆえにピー・ターム・コン（人につき従うもの）と呼ぶとされる。ピーターコンは民を安らげ、田を潤す雨を呼ぶとされる。
ヨッククルー（北タイ各地）
ランナー暦9月（5月頃）に北タイの各地でピージャオナーイ（ผีเจ้านาย）の憑依儀礼が行われる。依代に霊を下し、託宣、医療儀礼など行う。同様の儀礼は新年である4月に行われることもある。